# Baseodiscus
Baseodiscus är ett släkte av slemmaskar. Baseodiscus ingår i familjen Valenciniidae.
Släktet Baseodiscus indelas i:
- Baseodiscus abyssorum
- Baseodiscus alpha
- Baseodiscus anocellatus
- Baseodiscus antarcticus
- Baseodiscus antillensis
- Baseodiscus aureus
- Baseodiscus australis
- Baseodiscus bilineatus
- Baseodiscus cingulatus
- Baseodiscus curtus
- Baseodiscus delineatus
- Baseodiscus discolor
- Baseodiscus edmondsoni
- Baseodiscus filholi
- Baseodiscus giardii
- Baseodiscus hemprichii
- Baseodiscus indicus
- Baseodiscus lineolatus
- Baseodiscus longissimus
- Baseodiscus lumbricoides
- Baseodiscus maculosus
- Baseodiscus mexicanus
- Baseodiscus minor
- Baseodiscus multiporatus
- Baseodiscus nipponensis
- Baseodiscus pallidus
- Baseodiscus pellucidus
- Baseodiscus pholidotus
- Baseodiscus platei
- Baseodiscus princeps
- Baseodiscus punnetti
- Baseodiscus quinquelineatus
- Baseodiscus rugosus
- Baseodiscus septemlineatus
- Baseodiscus sordidus
- Baseodiscus sulcatus
- Baseodiscus takakurai
- Baseodiscus unicolor
- Baseodiscus unistriatus
- Baseodiscus univittatus